# Edilene Teixeira Boaventura
Edilene Teixeira Boaventura (Jaguaruna, 16 de dezembro de 1987) é uma atleta brasileira de atletismo paralímpico.

## Biografia
Nascida com retinite pigmentosa, Edilene gradualmente perdeu a visão ao longo do tempo. Em 2017, iniciou sua jornada no esporte visando melhorar a saúde e alcançar a perda de peso. Em 2019, fez a transição para a prática de maratona. Ela participou dos Jogos Paralímpicos de Tóquio de 2020, alcançando o 7º lugar.
Em 2021, Edilene recebeu uma honraria da Alesc, junto com mais de 40 atletas e treinadores que participaram dos Jogos Olímpicos e Paralímpicos de Tóquio-2020.